# 莫内斯捷波尔迪约
莫内斯捷波尔迪约（法語：Monestier-Port-Dieu，法語發音：[mɔnɛstje pɔʁ djø]）是法国科雷兹省的一个市镇，位于该省东部，属于于塞勒区。

## 地理
莫内斯捷波尔迪约（45°29'35"N, 2°30'5"E）面积18 平方千米，位于法国新阿基坦大区科雷兹省，该省份为法国中南部省份，北起上维埃纳省和克勒兹省，西接多爾多涅省，南至洛特省，东临多姆山省和康塔爾省。
与莫内斯捷波尔迪约接壤的市镇（或旧市镇、城区）包括：博略、孔福朗波尔迪约、塔拉米、拉贝塞特、拉罗德、萨鲁-圣朱利安。

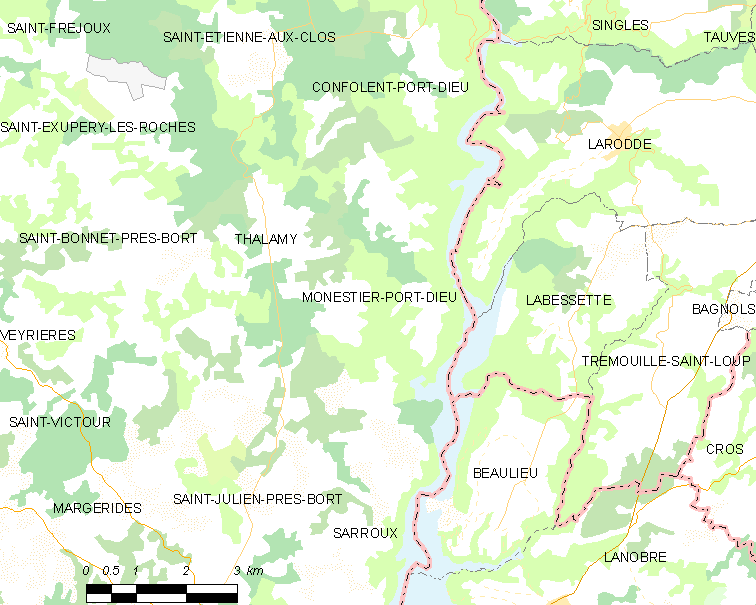
莫内斯捷波尔迪约的OSM定位图

莫内斯捷波尔迪约的时区为UTC+01:00、UTC+02:00（夏令时）。

## 行政
莫内斯捷波尔迪约的邮政编码为19110，INSEE市镇编码为19142。

## 政治
莫内斯捷波尔迪约所属的省级选区为上多尔多涅县。

## 人口

1962-2008年间莫内斯捷波尔迪约人口变化图示

莫内斯捷波尔迪约于2022年1月1日时的人口数量为133人。